# Medgar Evers

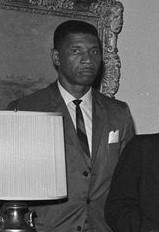
Medgar Evers (1961)

Medgar Wiley Evers (Decatur, 2 de julho de 1925 — Jackson, 12 de junho de 1963) foi um ativista afro-americano do Movimento dos Direitos Civis do estado norte-americano do Mississippi, assassinado pelo supremacista branco e membro ativo da Ku Klux Klan Byron De La Beckwith.

## Biografia
Medgar Evers nasceu em 2 de julho de 1925 em Decatur, Mississippi, filho de James Evers, um pequeno fazendeiro e de Jessie. James, assim como o bisavô materno de Medgar, Joseph Evers, eram dois homens que também lutaram pela liberdade. Evers foi o terceiro de cinco filhos. Determinado a estudar após o linchamento de um amigo da família, Evers caminhava 12 milhas (19,3 km) para ir e voltar da escola e obter o diploma no ensino médio. Em 1943 ele se alistou no Exército dos Estados Unidos juntamente com seu irmão mais velho, Charlie. Evers lutou na França, no Teatro Europeu da Segunda Guerra Mundial e deu baixa em 1945 com a patente de sargento. Em 1946, Evers, juntamente com seu irmão e quatro amigos, voltou à cidade natal.
Em 1948, Evers matriculou-se no Alcorn College (atualmente Alcorn State University), graduando-se em administração de empresas. Na faculdade, ele fazia parte do grupo de debates, jogava futebol americano e atletismo, cantava no coral. Foi lá que ele foi listado no Who’s Who in American Colleges por suas muitas realizações. Ele casou-se com a colega de faculdade Myrlie Evers-Williams em 24 de dezembro de 1951, pós-graduando-se no ano seguinte. Myrlie e Medgar Evers tiveram três filhos, dois meninos e uma menina. Em 2001, o filho mais velho, Darrell Kenyatta Evers, faleceu de câncer no intestino. Seus outros dois filhos são Reena Denise e James Van.

## Ativismo
O casal mudou-se para Mound Bayou, também no Mississippi, onde T. R. M. Howard o contratou para vender seguros para sua companhia, a Magnolia Mutual Life Insurance Company. Howard também era presidente do Regional Council of Negro Leadership (RCNL), uma organização de direitos civis e de ajuda mútua. O envolvimento na RCNL deu a Evers um treinamento crucial no ativismo. Ele ajudou a organizar o boicote da RCNL aos postos de combustível que negavam aos negros o uso dos banheiros. Os realizadores do boicote distribuíram adesivos com o slogan "Don't Buy Gas Where You Can't Use the Restroom" (Não compre gasolina onde você não possa usar o banheiro). Juntamente com seu irmão, Charles Evers, Medgar também participou de reuniões anuais da RCNL em Mound Bayou entre 1952 e 1954 que reuniam multidões de dez mil ou mais pessoas.
Evers candidatou-se a então segregada Faculdade de Direito da Universidade do Mississippi em fevereiro de 1954. Quando seu pedido foi rejeitado, Evers moveu uma ação contra a universidade, tornando-se um foco da campanha da NAACP para pôr fim à segregação na universidade, um caso visto pela Suprema Corte dos Estados Unidos, com o título de Brown v. Board of Education 347 U.S. 483, no qual se declarou que a segregação era inconstitucional. Naquele mesmo ano, em função de seu envolvimento, o escritório nacional da NAACP's National sugeriu o nome de Evers como primeiro-secretário de campo na NAACP.

### Secretário da NAACP
Em 24 de novembro de 1954, Evers foi indicado na função de primeiro-secretário de campo no Mississippi. O presidente da secção estadual da NAACP e ativista dos direitos civis, E.J. Stringer, ajudou-o a conseguir a posição. Evers esteve envolvido num boicote contra comerciantes brancos, exercendo papel de destaque na dessegregação da Universidade do Mississippi quando finalmente a instituição foi obrigada a aceitar a matrícula de James Meredith em 1962.
A admissão de Meredith levou a um tumulto no campus que deixou duas pessoas mortas. A participação de Evers e as investigações criaram o ódio nos supremacistas brancos. Nas semanas que antecederam a sua morte, Evers descobriu ser mais do que um alvo. Suas investigações públicas sobre o assassinato de Emmett Till e o seu apoio a Clyde Kennard, tornavam-no agora um proeminente líder negro e portanto vulnerável a ataques. Em 28 de maio de 1963, um coquetel Molotov foi lançado na garagem aberta de sua casa. Cinco dias antes de sua morte, Evers quase foi atropelado por um carro após sair do escritório da NAACP em Jackson.

## Assassinato
Em 12 de junho de 1963, Evers estacionou seu carro na garagem após retornar de uma reunião com advogados da NAACP. Saindo do carro e carregando camisetas da NAACP com a inscrição "Jim Crow Must Go" (As leis Jim Crow devem acabar) Evers foi atingido pelas costas com um tiro disparado de um rifle Enfield 1917.303, que ricocheteou na casa. Ele cambaleou por 30 pés (9m) antes de tombar. Ele faleceu no hospital local 50 minutos mais tarde, poucas horas antes de o presidente John F. Kennedy fazer um discurso em rede nacional apoiando a política de direitos civis. Sua morte foi motivo de luto nacionalmente, Evers foi enterrado em 19 de junho no Cemitério Nacional de Arlington, onde recebeu todas as honras militares, diante de uma multidão de mais de mil pessoas. 
Em 23 de junho de 1964, Byron De La Beckwith, um comerciante de fertilizantes e membro do Conselho de Homens Brancos local e da Ku Klux Klan, foi preso pelo assassinato de Evers. Durante o seu primeiro julgamento em 1964, De La Beckwith recebeu a visita do ex-governador do Mississippi, Ross Barnett, e do major-general Edwin A. Walker. Os júris, compostos totalmente por brancos, por duas vezes naquele ano não chegaram a um acordo para o veredicto sobre a culpa de Byron De La Beckwith, o que o pôs livre.
O homicídio e os julgamentos subsequentes causaram grande alvoroço. O músico Bob Dylan escreveu uma belíssima canção em 1963, "Only a Pawn in Their Game", sobre Evers e seu assassino. A letra da canção dizia, em poesia: "Today, Medgar Evers was buried from the bullet he caught/They lowered him down as a king". Nina Simone também se referiu à questão em sua canção "Mississippi Goddam". Phil Ochs escreveu as canções "Too Many Martyrs" e "Another Country" em função da morte de Medgar Ever. 
Em 1994, 30 anos após a falha dos jurados em chegar a um veredicto, De La Beckwith foi novamente levado a julgamento baseado em novas evidências e Bobby DeLaughter assumiu a função de promotor. Durante o julgamento, o corpo de Evers foi exumado de seu túmulo para a realização de uma autópsia, e encontrado em um surpreendemente bom estado de preservação, em consequência do embalsamamento. De La Beckwith foi considerado culpado do homicídio em 5 de fevereiro de 1994, após ter vivido livremente por três décadas após o assassinato. De La Beckwith recorreu infrutiferamente e morreu na prisão em janeiro de 2001.

## Legado
O legado de Evers foi mantido vivo de variadas formas. Após sua morte, Medgar Evers foi tema de livros dos autores Eudora Welty, James Baldwin, Margaret Walker e Anne Moody. Em 1969, foi criada a Faculdade Medgar Evers no Brooklyn, em Nova Iorque como parte da city University of New York. Em 1983, um telefilme, For Us the Living: The Medgar Evers Story, estrelando Howard E. Rollins, Jr. e Irene Cara como Medgar e Myrlie Evers foi apresentado no canal PBS, celebrando a vida e a carreira de Medgar Evers. Em 28 de junho de 1992, a cidade de Jackson, Mississippi erigiu uma estátua em homenagem a Evers. O trecho local da U.S. Highway 49 recebeu seu nome. Em dezembro de 2004, o Conselho Municipal de Jackson mudou o nome do aeroporto da cidade para Jackson-Evers International Airport.
40 anos após sua morte, centenas de pessoas juntaram-se em torno de seu túmulo no Cemitério Nacional de Arlington para celebrar sua vida e seu legado. Três estudantes - Sharmistha Dev, Jajah Wu e Debra Siegel, além de seu professor, Barry Bradford da Escola Adlai E. Stevenson, localizada nas proximidades de Chicago, fizeram a comemoração em sua honra. Evers foi o tema do projeto de pesquisa dos estudantes.
O filme de 1996, Ghosts of Mississippi dirigido por Rob Reiner conta a história de novo julgamento de Beckwith, no qual o promotor Robert DeLaughter conseguiu garantir a condenação. Beckwith e DeLaughter foram interpretados por James Woods e Alec Baldwin, respectivamente; Whoopi Goldberg fez o papel de Myrlie Evers. Phil Ochs conta a história em sua canção "Too Many Martyrs". A viúva de Evers, Myrlie Evers-Williams, tornou-se uma notável ativista mais tarde, assumindo um cargo de presidência na NAACP. O irmão de Medgar, Charles, voltou a Jackson em julho de 1963 no lugar de seu irmão morto, permanecendo envolvido na questão dos direitos civis no Mississippi pelos anos que vieram.

## Áudio
- «Audio recording of T.R.M. Howard's eulogy at the memorial service for Medgar Evers» (em inglês). , 15 de junho de 1963, Jackson, Mississippi